# Day of Light
Day of Light – singel niemieckiego zespołu industrialnego KMFDM, wydany 1 lutego 2010 roku ekskluzywnie na płytach winylowych 7" w limitowanym nakładzie 250 kopii, który w całości został sprzedany w przeciągu 36 godzin. W „Day of Light” wokal wykonuje William Wilson z zespołu Legion Within, natomiast b-side „Beach” jest utworem instrumentalnym. „Day of Light” nie pojawił się na żadnym albumie studyjnym, jedynie dwa jego remiksy pojawiły się na singlu „Krank”.

## Lista utworów
1. „Day of Light” – 5:00
2. „Beach” – 3:33